# Carausius rudissimus
Carausius rudissimus är en insektsart som beskrevs av Brunner von Wattenwyl 1907. Carausius rudissimus ingår i släktet Carausius och familjen Phasmatidae. Inga underarter finns listade.